# مانون راسموسن
مانون راسموسن هي مصممة أزياء تقليدية دنماركية، ولدت في 2 أغسطس 1951 في هورسينس في الدنمارك.

## وصلات خارجية
- مانون راسموسن على موقع IMDb (الإنجليزية)
- مانون راسموسن على موقع ألو سيني (الفرنسية)
- مانون راسموسن على موقع أول موفي (الإنجليزية)
- مانون راسموسن على موقع قاعدة بيانات الأفلام السويدية (السويدية)
- مانون راسموسن على موقع قاعدة بيانات الفيلم (الإنجليزية)
- مانون راسموسن على موقع كينوبويسك (الروسية)